# Modri žamet
Blue Velvet je ameriški neonoir misteriozni film iz leta 1986, ki ga je režiral in zanj napisal scenarij David Lynch. Združuje elementa psihološke grozljivke in filma noir, v glavnih vlogah pa nastopajo Kyle MacLachlan, Isabella Rossellini, Dennis Hopper in Laura Dern. Naslov filma je vzet iz pesmi Blue Velvet Bobbyja Vintona iz leta 1963. Zgodba prikazuje mladega študenta (MacLachlan), ki se vrne domov na obisk k obolelemu očetu in na polju najde odrezano človeško uho, kar ga vodi k razkritju velike kriminalne zarote  in začetku romantične zveze s težavno pevko (Rossellini).
Scenarij za film je krožil med različnimi studii ob koncu 1970-tih in začetku 1980-tih, toda zaradi močnih prizorov spolnosti in nasilja so ga zavrnili. Po neuspehu s predhodnim filmom Dune (1984) si je Lynch želel posneti bolj osebno zgodbo, bližje  nadrealističnem stilu svojega prvenca Eraserhead (1977). Neodvisni studio De Laurentiis Entertainment Group v lasti italijanskega producenta Dina De Laurentiisa je zagotovil finančni vložek in prevzel produkcijo filma. 
Film je bil premierno prikazan 12. septembra 1986 in je sprva naletel na mešane ocene kritikov, ki niso videli umetniške vrednosti v sporni vsebini. Vseeno je bil Lynch drugič nominiran za oskarja za najboljšo režijo, film pa je dosegel kultni status. Z neobičajno izbiro igralcev je pomagal Hopperju ponovno oživiti kariero, Rossellinijeva pa je pred tem delovala kot fotomodel in kozmetična predstavnica. Z leti je film pridobil pozornost zaradi tematskega simbolizma in velja za enega Lynchih najboljših del ter enega najboljših filmov v 1980-tih. Sight & Sound, Time, Entertainment Weekly in BBC Magazine so ga uvrstili med najboljše ameriške filme vseh časov. Leta 2008 ga je Ameriški filmski inštitut uvrstil na osmo mesto najboljših ameriških misterioznih filmov vseh časov.

## Vloge
- Isabella Rossellini kot Dorothy Vallens
- Kyle MacLachlan kot Jeffrey Beaumont
- Dennis Hopper kot Frank Booth
- Laura Dern kot Sandy Williams
- Hope Lange kot ga. Pam Williams
- Dean Stockwell kot Ben
- George Dickerson kot detektiv John Williams
- Priscilla Pointer kot ga. Frances Beaumont
- Frances Bay kot teta Barbara
- Jack Harvey kot g. Tom Beaumont
- Ken Stovitz kot Mike Shaw
- Brad Dourif kot Raymond
- Jack Nance kot Paul
- J. Michael Hunter kot Hunter
- Dick Green kot Don Vallens
- Fred Pickler kot detektiv Tom Gordon
- Megan Mullally kot Louise Wertham